# Philippine Statistics Authority
A Autoridade Filipina das Estatísticas (em inglês Philippine Statistics Authority, PSA, NSO, em tagalo Awtoridad ng Estadístika ng Pilipinas), é uma agência governamental das Filipinas encarregada da recolha e análise de dados na sociedade filipina e seus habitantes. Fundada em 2013, está baseada na Cidade Quezon.

## História
A agência foi oficialmente criada em 12 de setembro de 2013 para reagrupar vários organismos estatísticos diferentes : o National Statistics Office, o National Statistical Coordination Board, o Bureau of Agricultural Statistics e o Bureau of Labor and Employment Statistics.